# Tenuivirus
Genre
Taxons de rang inférieur
- espèce-type : Rice stripe tenuivirus

Tenuivirus est un genre de virus de la famille des Phenuiviridae, qui comprend huit espèces acceptées par l'ICTV. Ce sont des virus à ARN à simple brin de polarité négative, rattachés au  groupe V de la classification Baltimore. Ils peuvent infecter principalement les plantes, mais aussi des invertébrés.

## Étymologie
Le nom générique « Tenuivirus » dérive du latin « tenuis », qui signifie « mince, fin, faible ».

## Structure
Les virions consistent en quatre à cinq nucléocapsides non enveloppées, de 3 à 10 nm de diamètre.
Le génome est segmenté et comprend quatre à cinq  segments d'ARN linéaire à simple brin de polarité négative ou ambisens. Le génome complet compte environ 16 kb.

## Liste des espèces et non-classés
Selon NCBI (2 février 2021) :
- Echinochloa hoja blanca tenuivirus
- Iranian wheat stripe tenuivirus
- Maize stripe tenuivirus
- Melon tenuivirus
- Rice grassy stunt tenuivirus
- Rice hoja blanca tenuivirus
- Rice stripe tenuivirus (RSV)
- Urochloa hoja blanca tenuivirus
- non-classés
  - Black spruce virus Old_Forge
  - Black spruce virus Syracuse
  - European wheat striate mosaic virus
  - Fitzroy Crossing tenui-like virus 1
  - Maize yellow stripe virus
  - Solenopsis invicta tenuivirus
  - Soybean thrips-associated tenui-like virus 1
  - Wheat yellow head virus